# 国民議会 (レバノン)
国民議会 (こくみんぎかい、アラビア語: مجلس  النواب Majlis an-Nuwwab, フランス語: Chambre des députés)は、レバノンの立法府である。

## 概要
国会は大統領の選出、政府（内閣）の承認、法案、予算の承認を行う。任期は4年。
大選挙区完全連記制。